# Anna Seidel
Pour les articles homonymes, voir Seidel.
Anna Seidel , née le 31 mars 1998, est une patineuse de vitesse sur piste courte allemande. Elle fait partie de l'équipe olympique allemande pour les jeux olympiques d'hiver de 2018.